# John C. McKenzie

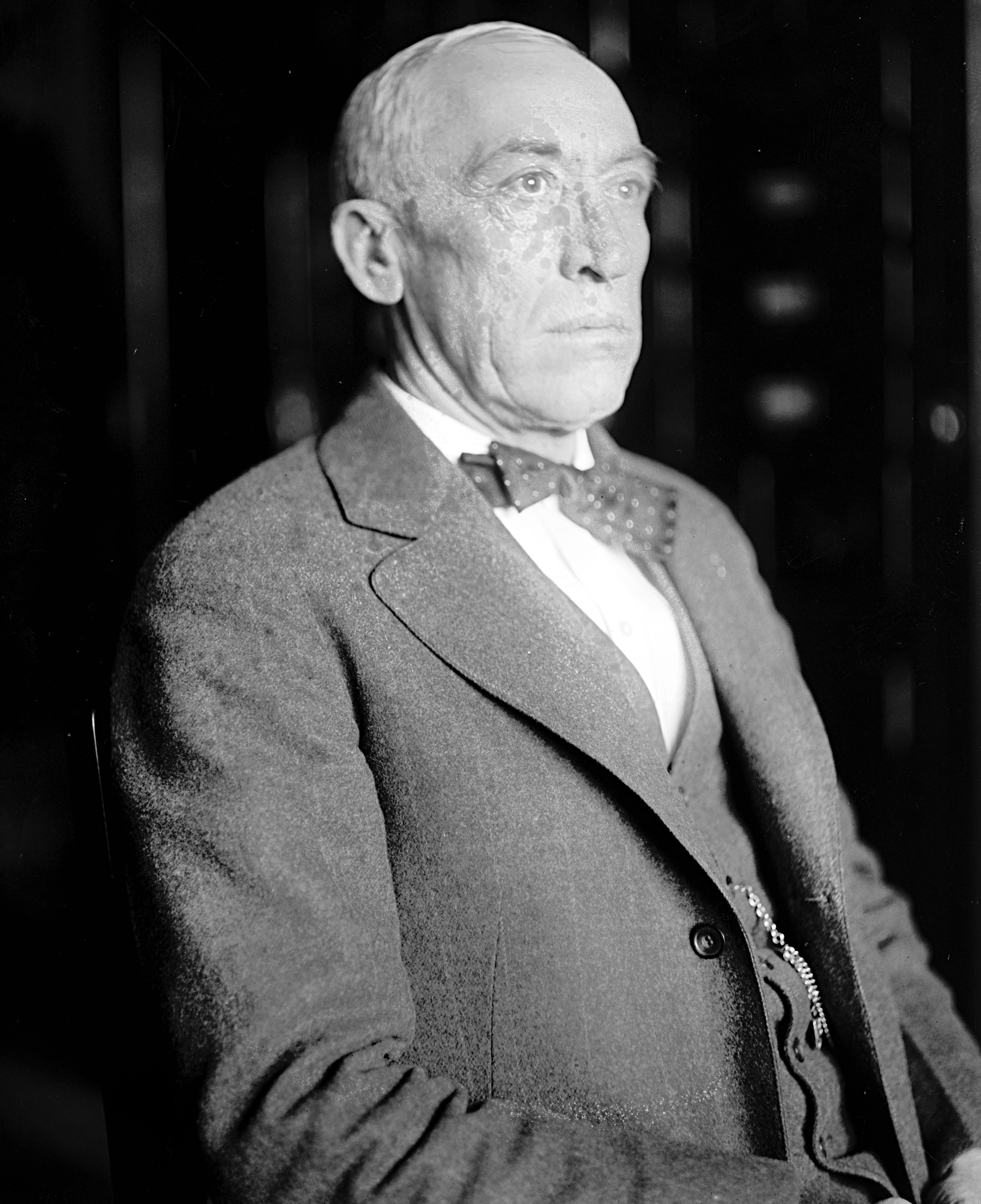
John C. McKenzie

John Charles McKenzie (* 18. Februar 1860 in Elizabeth, Illinois; † 17. September 1941 ebenda) war ein US-amerikanischer Politiker. Zwischen 1911 und 1925 vertrat er den Bundesstaat Illinois im US-Repräsentantenhaus.

## Werdegang
John McKenzie besuchte die öffentlichen Schulen seiner Heimat und danach die Normal School in Valparaiso (Indiana). Anschließend unterrichtete er sechs Jahre lang als Lehrer im Jo Daviess County. Danach wurde er im Getreide- und Mehlgeschäft tätig. Nach einem anschließenden Jurastudium und seiner 1890 erfolgten Zulassung als Rechtsanwalt begann er in Elizabeth in diesem Beruf zu arbeiten. Er wurde auch einer der Direktoren der Elizabeth Exchange Bank. Gleichzeitig schlug er als Mitglied der Republikanischen Partei eine politische Laufbahn ein. Zwischen 1892 und 1896 war er Abgeordneter im Repräsentantenhaus von Illinois. Von 1896 bis 1900 gehörte McKenzie der Illinois Claims Commission an. Danach saß er zwischen 1900 und 1911 im Staatssenat. In den Jahren 1903 bis 1905 war er dessen Präsident.
Bei den Kongresswahlen des Jahres 1910 wurde McKenzie im 13. Wahlbezirk von Illinois in das US-Repräsentantenhaus in Washington, D.C. gewählt, wo er am 4. März 1911 die Nachfolge von Frank Orren Lowden antrat. Nach sechs Wiederwahlen konnte er bis zum 3. März 1925 sieben Legislaturperioden im Kongress absolvieren. In diese Zeit fiel der Erste Weltkrieg. Außerdem wurden der 16., der 17., der 18. und der 19. Verfassungszusatz ratifiziert. Von 1923 bis 1925 leitete McKenzie den Militärausschuss.
Im Jahr 1924 verzichtete McKenzie auf eine erneute Kongresskandidatur. Nach dem Ende seiner Zeit im US-Repräsentantenhaus praktizierte er wieder als Anwalt. Er starb am 17. September 1941 in Elizabeth, wo er auch beigesetzt wurde.